# Heimdal Középiskola
A Heimdal Középiskola (norvégul: Heimdal videregående skole) az egyik legnagyobb középfokú oktatási intézmény Sør-Trøndelag megyében. A középiskolában közel 700 diák, 140 alkalmazott dolgozik. Az iskola igazgatója Ivar M. Husby.

## Történelem
Az 1970-es években Trondheim város népessége gyors növekedésnek indult, azon belül Heimdall városrészének a népessége növekedett a legjobban. Így természetesen szükség volt arra, hogy Heimdallban középiskola épüljön.

Az iskola 1977. augusztus 1-jén hivatalosan megkezdte működését. Az első évet 434 diákkal kezdték.

Az 1980-as évek közepén növelték a szükséges helyeket, s az 1985–1986-os évfolyamban már ~900 diák tanult az intézménybe.

## Az iskolában tanult híres diákok

### Zenészek
- Margaret Berger
- Øystein Baadsvik
- Åsmund Flaten
- Kirsti Huke
- Thorbjørn Karlsen
- Erik Wenberg Jacobsen
- Kim Ofstad
- Solveig Slettahjell
- Randi Stene
- Gunnhild Sundli
- Vivian Sørmeland
- Petter Wavold
- Aleksander Denstad With
- Rebecca Ludvigsen

### Sportolók
- Harald Martin Brattbakk
- Bård Benum
- Ole Christian Eidhammer
- Johan Remen Evensen
- Tommy Ingebrigtsen
- Grete Ingeborg Nykkelmo

### Egyéb területen lettek híresek
- Brynjar Aa
- Petter Aagaard
- Anne Judith Wik

## Külső hivatkozások
- Hivatalos weboldal